# Онлайн-енциклопедія
Онлайн-енциклопедія (також інтернет-енциклопедія або мережева енциклопедія) — енциклопедія, яка доступна через мережу Інтернет. Такі енциклопедії стали популярними довідковими ресурсами в умовах швидкого збільшення обсягу інформації. Віртуальна форма подання енциклопедичної інформації відкрила нові перспективи в розвитку видань даного жанру, дозволила зміну формату (пошук по запиту без гортання сторінок, пошук за зображеннями, більший обсяг тексту, посилання) та збільшила доступність для широкого загалу, як в частині вільного доступу до інформації, так і в частині участі загалу у формуванні контенту.
В електронну енциклопедію, як і в традиційну, входять: статті-огляди, статті-довідки, статті-тлумачення і статті-відсилання (адресують до іншого терміна). Перші два типи статей відрізняються лише об'ємом, до їх складу входить інформація по суті питання і відомості про шляхи отримання більш глибоких і повних знань (за посиланнями на літературу в кінці статті або в спеціальному бібліографічному блоці енциклопедії).

## Диференціація
- за структурою: алфавітні, систематичні;
- за змістом інформації: універсальні (з усіх предметів), предметні (загальнопредметні, спеціалізовані або тематичні);
- за формами представлення інформації: електронні копії традиційних енциклопедичних видань, мультимедійні енциклопедичні видання;
- за виконанням: як різновид локальних інформаційних ресурсів (на носіях інформації), як різновид ресурсів мережі Інтернет;
- за ступенем активності віртуального середовища: пасивні (орієнтовані тільки на пред'явлення інформації); інтерактивні (спираються на використання «зворотного зв'язку»).

Диференціація за М. Железняком:
- паперово-електронні (онлайн-енциклопедії, що є електронними версіями друкованих видань);
- власне електронні (онлайн-енциклопедії, що не мають аналогів серед друкованих видань)[2].

## Види подання інформації
Віртуальне середовище дозволяє принципово змінити подання інформації. До способів її подання в електронній енциклопедії відносяться:
- гіпертекст як засіб нелінійної архітектури викладу навчального матеріалу;
- анімації — динамічні малюнки, графіки, таблиці, схеми, діаграми;
- демонстраційні та маніпулятивні динамічні моделі об'єктів і процесів;
- аудіоінформація;
- відеосюжети;
- елементи «віртуальної реальності».

При цьому у віртуальному енциклопедичному середовищі збережені і традиційні статичні способи представлення предмета навчання (тексти, символіка, малюнки, фотознімки тощо).
Спосіб подачі інформації може задаватися самим користувачем, ним же за рахунок просування по гіпертекстовому інформаційному «дереву» варіюється її повнота і складність. У віртуальній енциклопедії може бути організований самостійний вибір виду та методу роботи з інформацією:
- пасивне сприйняття інформації,
- цільовий пошук і обробка необхідної інформації;
- редагування відібраних блоків інформації у формі тематичних презентацій тощо.

Велике значення в енциклопедії надається його бібліографічному оснащенню. В електронній енциклопедії бібліографічні посилання можуть включати інтернет-адреси відповідних електронних видань і бібліотек.
Значне місце займають ілюстрації: фотознімки, малюнки, карти, плани, схеми, креслення. Вони можуть мати анімаційний характер і включати елементи інтерактивності і гіперграфіки.
Принципово важливим для електронної енциклопедії є апарат орієнтування. Це можуть бути традиційні способи орієнтування користувача в енциклопедичному матеріалі: тематичний план (покажчик розподіл статей за типами і видами), словник (повний перелік термінів, яким присвячені статті). При цьому ясно, що можливості ЕОМ для відображення структури інформації в енциклопедії, системи зв'язків між її основними елементами непорівнянні з можливостями традиційної книги. Електронна енциклопедія може включати різні види «навігаторів». У неї може бути закладена ціла система покажчиків (алфавітних, систематичних, бібліографічних), яка може бути доповнена пошуковою системою на конкретний термін, на ключове слово та ін.
Особливістю навчальної електронної енциклопедії є наявність у ній яскраво вираженого апарату засвоєння навчального матеріалу. Даний апарат представлений різноманітними способами систематизації навчальної інформації і особливо способами візуального відображення структури наукового знання (схемами, таблицями, діаграмами, класифікаціями, опорними сигналами та ін.)